# Hrvatski povijesni prostor u srednjem kamenom dobu
Srednje kameno doba (mezolitik, grč. μέσος: srednji i λιϑοσ: kamen) je prapovijesno razdoblje lovačko-skupljačkih zajednica i njihove kulture od kraja ledenoga doba (pleistocena) do pojave neolitika u ranom i srednjem holocenu. Početak mu pada u predboreal (IX. tisućljeće pr. Kr.), naziv mezolitik uveo je Hodder M. Westropp 1872. Približno je trajalo od 10 000. do 6000. pr. Kr. Različite »etničke« seobe dovele su do usitnjavanja kulturnu slike Europe. Zbog promjene klimatskih prilika, tj. zatopljivanja i otapanja snijega, u mezolitiku je prevladavao lov na sitne životinje i ribolov. Osim karakterističnih mikrolita, počela se izrađivati nova vrsta oružja, harpun. Ljudi sa značajkama današnjega čovjeka, postupno su pripitomljivali životinje (goveda, ovce i koze), te s nomadskoga prelazili na život u stalnim naseljima. Neki autori govore i o kasnom paleolitiku (10 000 - 8000 god. pr. Kr.). Katkad se kulture donjega i srednjega paleolitika zajednički nazivaju protolitik, a one gornjega paleolitika i mezolitika, miolitik. Kada se umjesto mezolitika rabi naziv srednje kameno doba, valja razlikovati mezolitik kao razdoblje između paleolitika i neolitika od srednjeg kamenog doba u Africi koje vremenski odgovara srednjem paleolitiku u Europi. Neki autori to prijelazno razdoblje raščlanjuju na epipaleolitik ili produženi paleolitik i protoneolitik, odnosno razdoblje koje je prethodilo klasičnomu neolitiku.

## Srednje kameno doba u Hrvatskoj
Osnovna su obilježja toga razdoblja velike klimatske promjene, globalno zatopljenje, povlačenje ledenoga pokrova te s time povezano podizanje razine voda i promjena obalnih crta, zbog čega se mijenjao biljni i životinjski svijet. Razvijali su se lov na brzu divljač (srna, jelen, divlje govedo, divlja svinja) i ptice, ribolov i skupljanje školjaka, za što su se rabila nova oružja i oruđa. Uočljiva je izrazita mikrolitizacija i geometrijska standardizacija oruđa. Za izradbu se najčešće rabio rožnjak, a gdje je bio nedostupan, upotrebljavao se obično kremen i kvarcit. Uz ranije tehnike razvila se i tehnika proizvodnje sječiva neizravnim udarcem (preko dlijeta); sitna oruđa (mikroliti) načinjena su na pločicama malih dimenzija, odbijenima od malih piramidalnih jezgara, ili su se posebnom tehnikom lomljenja većih sječiva proizvodili geometrijski mikroliti i mala dubila. Postojala su i složenija oruđa, kombinacija kamenih komadića i organskih materijala (drvo, kost, rog) te uporaba smole za priljepljivanje uglavljenih mikrolita. Od drugih materijala (kosti, rogovi, drvo, rogožine, trske) izrađivani su harpuni, sjekire, motike, udice, mreže, a također je utvrđeno postojanje luka i strijele, krletki te vrša i udica. Poznata su bila i prijevozna sredstva poput skija i sanjki, a za naseljavanja mnogih otoka i morskih obala upotrebljavali su se i čamci izdubljeni u deblu (monoksil), ali i oni načinjeni spajanjem (šivanjem) životinjskih koža. Nov način privrjeđivanja i prehrane postupno je smanjio nomadske migracije i omogućio stvaranje stalnijih naseobina pa i prostora za pokapanje kroz više naraštaja. Najbolje očuvano mezolitičko naselje sjedilačkoga načina života, što je inače značajka neolitika, jest Lepenski vir na Dunavu, Srbija. Među važna mezolitička naselja ubraja se Star Carr u Engleskoj na temelju čijih je nalaza kamenog i koštanog oruđa, nakita od životinjskih zuba, kamena i jantara te nešto drvenih predmeta definirana mezolitička kultura istočne Engleske, usko povezana s istodobnim kulturama sjeverne Njemačke, Danske i Nizozemske. Najpoznatiji su predmeti mezolitičke umjetnosti mali bojeni kameni oblutci stari približno 11 000 god., koji pripadaju kulturi aziliena (eponimno nalazište Mas d’Azil u Francuskoj), zastupljeni na francuskim i španjolskim nalazištima, te skulpture iz Lepenskoga vira.
Prijelazno razdoblje, srednje kameno doba, tj. mezolitik, u Hrvatskoj je nedovoljno istraženo i o njemu se malo piše. Gravettienska je kultura postupno prelazila u različite faze epipaleolitika i mezolitika. To je očito u Šandalji II, a pojedinačni nalazi zabilježeni su u Oporovini na Učki, Vergottinovoj pećini na Poreštini, Klanjčevoj pećini na Ćićariji, Podosojnoj pećini u Mošćeničkoj Dragi i na otvorenome nalazištu u Savudriji. Istraživanjima u Pupićinoj pećini u Veloj dragi otkriveni su važni nalazi datirani u gornji paleolitik i mezolitik. Uz malo oruđe i oruđe složenoga tipa, pronađeno je i nekoliko ljudskih kostiju. R. Battaglia pronašao je 1944. lubanje u pećini kraj Baderne (Dančeva pećina). Sondiranjima u kvartarnim naslagama pećine Oporovina, M. Malez je u sloju »e« pronašao ostatke pokopa u pećinskome prostoru, odnosno veći dio ljudskoga kostura s ukrasima od dijelova jelenjega roga. U Klanjčevoj pećini iznad Bresta pronađena su uz mezolitsko kameno i koštano oruđe i dva čovječja vratna kralješka.